# The Gathering Wilderness
The Gathering Wilderness è il quinto album in studio del gruppo musicale pagan metal irlandese Primordial, pubblicato nel 2005.

## Tracce
Testi di A.A. Nemtheanga.
1. The Golden Spiral – 8:03 (musica: MacUiliam)
2. The Gathering Wilderness – 9:13 (musica: MacAmlaigh, O'Floinn)
3. The Song of the Tomb – 7:56 (musica: MacUiliam)
4. End of All Times (Martyrs Fire) – 7:42 (musica: O'Floinn, MacUiliam)
5. The Coffin Ships – 9:58 (musica: MacUiliam)
6. Tragedy's Birth – 8:31 (musica: O'Floinn, MacUiliam)
7. Cities Carved in Stone – 8:07 (musica: MacUiliam)

Durata totale: 59:30

## Formazione
- A.A. Nemtheanga – voce
- Ciáran MacUiliam – chitarra
- M. O'Floinn – chitarra
- Pól MacAmlaigh – basso
- Simon O'Laoghaire – batteria